# Dmytro Kutscher
Dmytro Mychailowytsch Kutscher  (ukrainisch Дмитро Михайлович Кучер, englische Transkription Dmytro Kucher; * 25. August 1984 in Winnyzja, Ukrainische SSR) ist ein ukrainischer Profiboxer im Cruisergewicht und ehemaliger Europameister.

## Karriere
Dmytro Kutscher gewann sein Profidebüt am 14. März 2009. Er schlug in den folgenden Jahren unter anderem Luboš Šuda (26-6), Geoffrey Battelo (25-3), Steve Herelius (21-2) und Julio Dos Santos (22-1), ehe er am 13. Juli 2013 nach Punkten gegen Ilunga Makabu (13-1) unterlag.
Am 9. Oktober 2015 erreichte er beim Kampf um den vakanten EBU-Europameistertitel ein Unentschieden gegen Bilal Laggoune (19-0), gewann den Titel jedoch in seinem nächsten Kampf am 10. Juni 2016 durch TKO in der ersten Runde gegen Enzo Maccarinelli (41-7).
Am 19. November 2016 boxte er in Hannover um den IBO-Weltmeistertitel und verlor nach Punkten gegen Marco Huck (39-3). Seinen nächsten und bislang letzten Kampf bestritt er erst am 3. März 2018 und erlitt dabei eine Niederlage gegen Kevin Lerena (19-1).